# Découvertes Gallimard
«Откры́тия Галлима́р» (фр. «Découvertes Gallimard», [dekuvɛʁt ɡalimaːʁ]; в России: «Открытие») — французская книжная серия, созданная под руководством Пьера Маршана и Элизабет де Фарси. Выпускается издательством «Галлимар» с 1986 года. Совмещает текст и обильные иллюстрации и удобный карманный формат (12,5 × 17,8 см). Собственно, это не серия, а коллекция серий — «Археология», «Искусство», «История», «Наука», «Религия», «Традиции» и др.
Изначально в серии были представлены только французские авторы, но начиная с 1992 года издаются также сочинения зарубежных (в том числе и русских, например, Ольга Медведкова) писателей. В настоящее время в серии выпущено более 700 томов. Начиная с публикации первого тома «À la recherche de l’Égypte oubliée» (Русское издание: «В поисках потерянного Египта») в ноябре 1986 года, книги серии обрели популярность. Различных томов переведены на 24 языков, в том числе на русский (издательство «АСТ»). По состоянию на январь 1999 года количество проданных книг составило более 20 000 000 экземпляров.
В России, первая же партия переводных книжечек насчитывает около 40 наименований.
Московское издательство «Манн, Иванов и Фербер» приобрело опцию «Arts» на сборник и выпустило свои первые издания еще в 2019 году. Эта новая серия получила название «Биография искусства».

## Книги по русским предметам
«Белая магия Санкт-Петербурга» (№ 205)
- Фернандес, Доминик. La magie blanche de Saint-Pétersbourg, coll. «Découvertes Gallimard» (n° 205), série Culture et société, 1994, ISBN 9782070438884.
- Верт, Николя. 1917 : La Russie en révolution, coll. «Découvertes Gallimard» (n° 327), série Histoire, 1997, ISBN 9782070534159.
- Du Bouchet, Marie. Nicolas de Staël : Une illumination sans précédent, coll. «Découvertes Gallimard» (n° 432), série Arts, 2003, ISBN 9782070767977.
- Наков, Андрей. Malévitch : Aux avant-gardes de l’art moderne, coll. «Découvertes Gallimard» (n° 445), série Arts, 2003, ISBN 2070301923.
- Berelowitch, Wladimir. Le grand siècle russe, d’Alexandre Iᵉʳ à Nicolas II, coll. «Découvertes Gallimard» (n° 474), série Histoire, 2005, ISBN 2070306518.
- Медведкова, Ольга. Les icônes en Russie, coll. «Découvertes Gallimard» (n° 557), série Arts, 2010, ISBN 9782070436521.
- Окутюрье, Мишель. Léon Tolstoï, « la grande âme de la Russie », coll. «Découvertes Gallimard» (n° 564), série Littératures, 2010, ISBN 9782070436767.
- Stépanoff, Charles; Zarcone, Thierry. Le chamanisme de Sibérie et d’Asie centrale, coll. «Découvertes Gallimard» (n° 579), série Religions, 2011, ISBN 9782070444298.

## Галерея

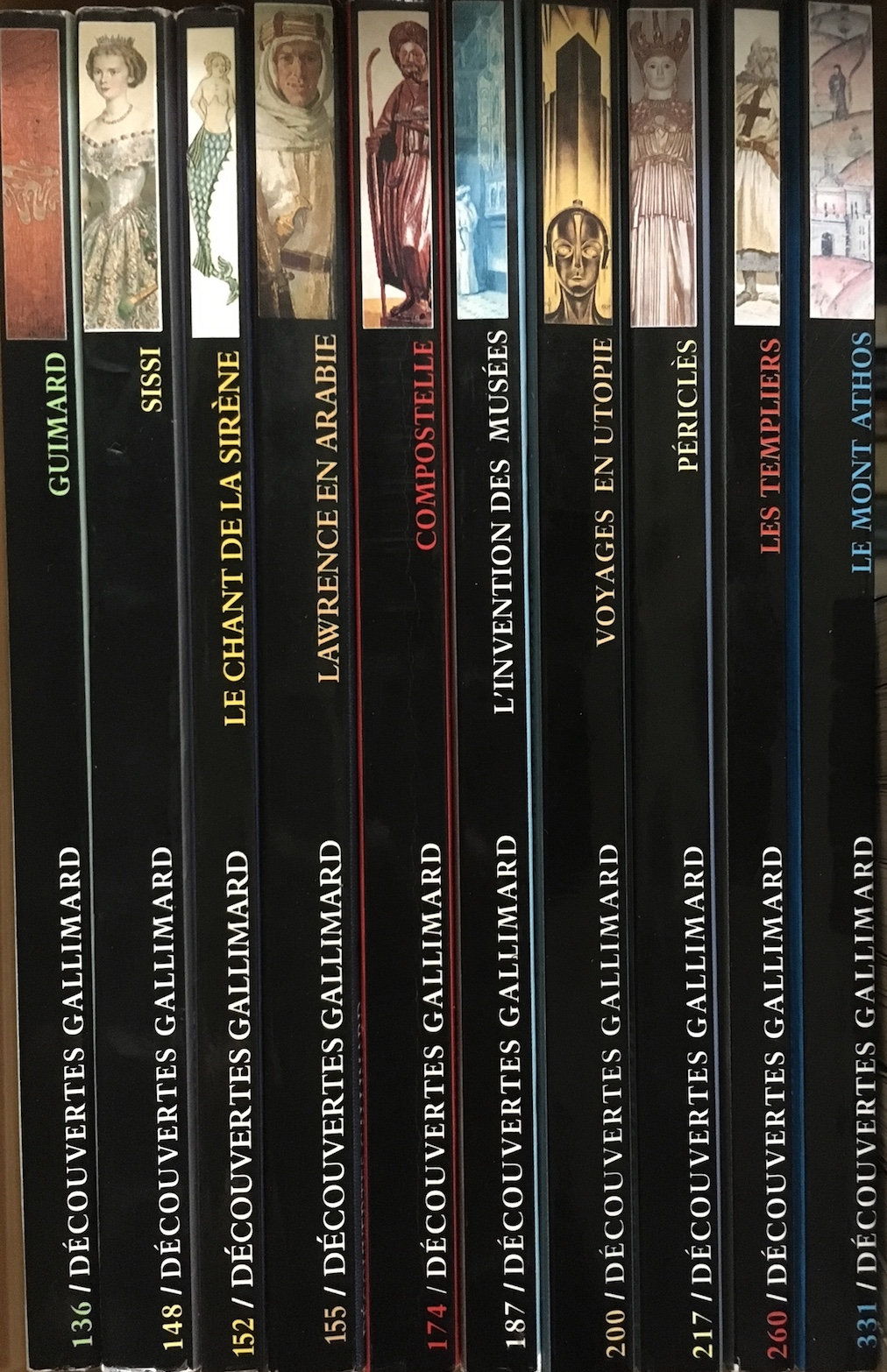
Корешки книг (старое издание)
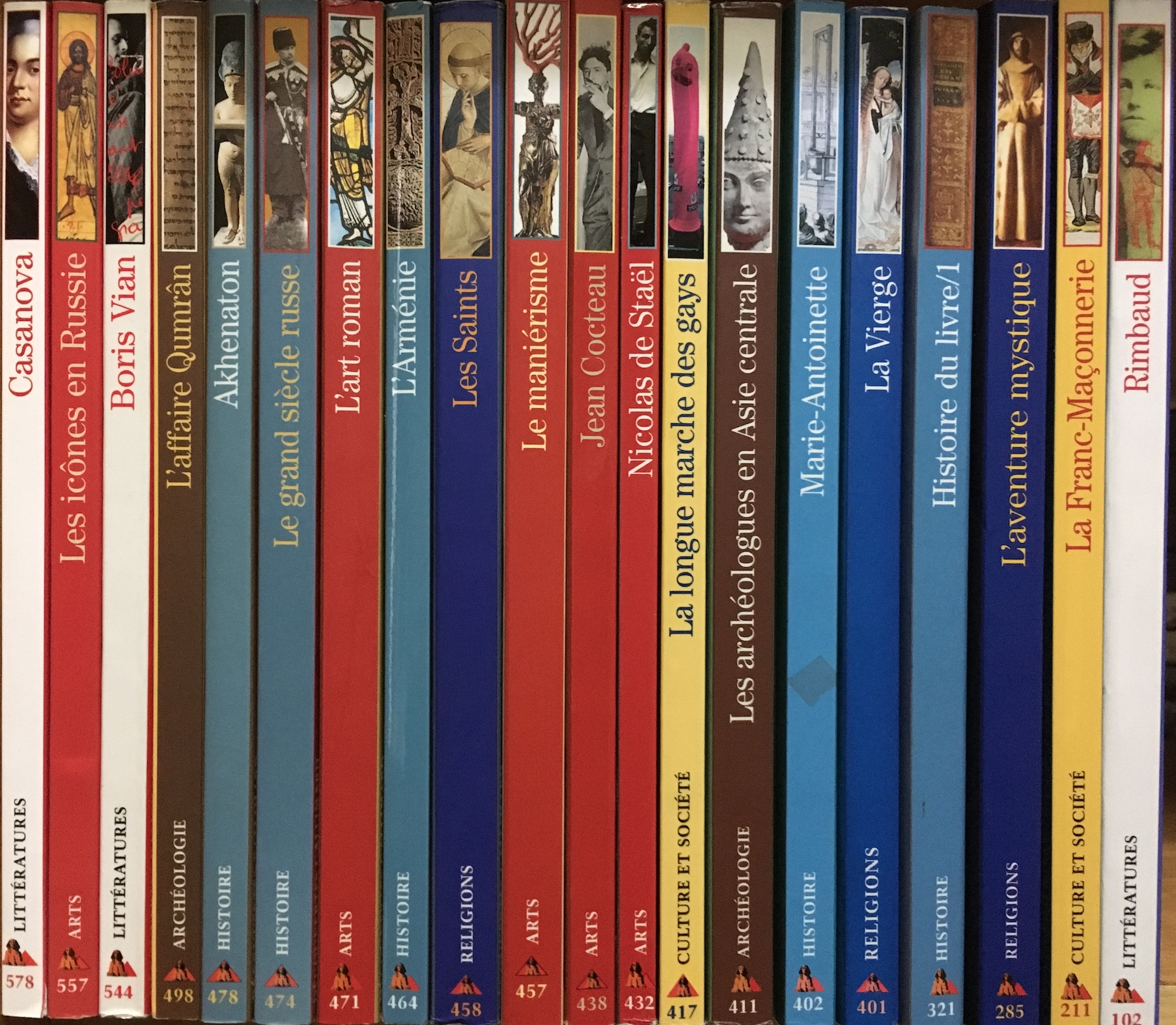
Корешки книг (новое издание)